# Черіньола
Черіньйола (італ. Cerignola) — місто та муніципалітет в Італії, у регіоні Апулія,  провінція Фоджа.
Черіньйола розташована на відстані близько 300 км на схід від Рима, 85 км на захід від Барі, 36 км на південний схід від Фоджі.
Населення — 58 295 осіб (2014).

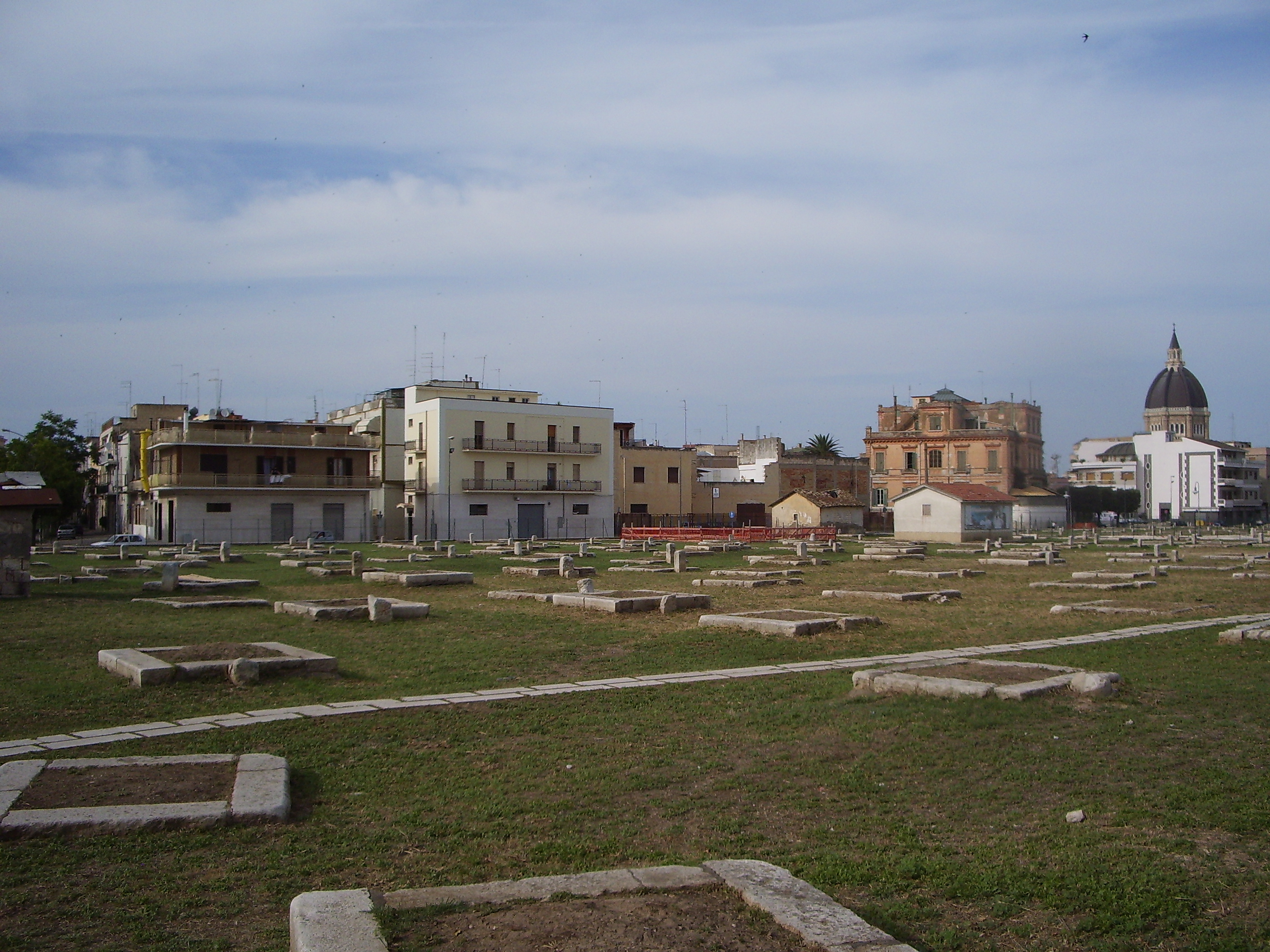

Щорічний фестиваль відбувається 8 вересня. Покровитель — Madonna di Ripalta.

## Демографія
Населення за роками:

Станом на 1 січня 2023 року в муніципалітеті офіційно проживали 2872 іноземці з 63 країн, серед них 1884 громадяни країн Євросоюзу та 135 громадян України.

## Уродженці
- Ріккардо Карапеллезе (*1922 — †1995) — відомий у минулому італійський футболіст, нападник, згодом — футбольний тренер.
- Мікеланжело Локонте (*1973) — італійський співак, композитор, музикант, актор, художній керівник, художник.

## Сусідні муніципалітети
- Асколі-Сатріано
- Каноза-ді-Пулья
- Карапелле
- Лавелло
- Манфредонія
- Ордона
- Орта-Нова
- Сан-Фердінандо-ді-Пулья
- Сторнара
- Сторнарелла
- Тринітаполі
- Цаппонета

## Міста-побратими
- Віццині, Італія (1997)
- Монтілья, Іспанія (2003)
- Немур, Франція (2003)
- Каноза-ді-Пулья, Італія (2012)